# Gelasma protrusa
Gelasma protrusa là một loài bướm đêm trong họ Geometridae.